# París-Tours 1923
La París-Tours 1923 fue la 18.ª edición de la clásica París-Tours. Se disputó el 13 de mayo de 1923 y el vencedor final fue el belga Paul Deman, que se impuso en la línea de meta a sus compatriotas Félix Sellier y Hector Tiberghien. 

## Clasificación general

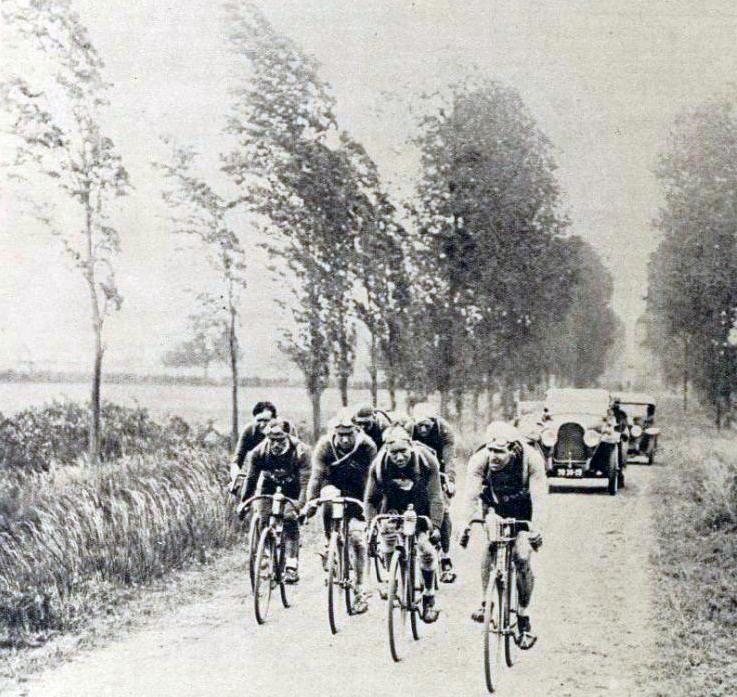
La París-Tours 1923 entre Neuillé-Pont-Pierre y Château-la-Vallière.

## Clasificación general[3]
|    | Ciclista          | Equipo  | Tiempo      |
| -- | ----------------- | ------- | ----------- |
| 1  | Paul Deman        |         | 13h 40' 20" |
| 2  | Félix Sellier     |         | m.t.        |
| 3  | Hector Tiberghien |         | m.t.        |
| 4  | Félix Goethals    | Legnano | a 48"       |
| 5  | Francis Pélissier |         | m.t.        |
| 6  | Jean Hillarion    |         | a 5'10"     |
| 7  | Romain Bellenger  |         | a 5'20"     |
| 8  | Philippe Thys     |         | a 9'40"     |
| 9  | Robert Jacquinot  |         | a 10'40"    |
| 10 | Jean Rossius      |         | a 21'00"    |